# Sam Peckinpah
David Samuel Peckinpah cunoscut ca Sam Peckinpah (n. 21 februarie 1925, Fresno, California, SUA – d. 28 decembrie 1984, Inglewood, California, SUA) a fost un regizor de film și scenarist american, dintre cei mai influenți din anii 1960-1970. 
A fost membru al Marinei militare americane, a studiat arta dramatică în cadrul Universității Californiei de Sud. În filmele sale a adus inovații pe plan vizual și a abordat mai explicit scenele de acțiune și de violență, din care cauză era uneori poreclit Bloody Sam. A devenit foarte cunoscut după realizarea eposului western Hoarda sălbatică (The Wild Bunch, 1969). Filmele sale tratează în general despre conflictul dintre valori și idealuri, despre corupția și violența din societatea omenească. Personajele filmelor sale sunt adesea oameni singuratici sau ratați, care țin la onoare, dar sunt siliți să facă compromisuri pentru a supraviețui într-o lume de nihilism și brutalitate. Personalitatea sa combativă, marcată de ani de consum de alcool si stupefiante, i-a afectat mostenirea profesională. În timpul turnării multora din filmele sale a avut grele tensiuni cu producătorii și cu colaboratorii săi, ceea ce a dăunat reputației și carierei sale.

## Filmografie

### Regia
- 1960 The Westerner, serial TV - episoadele 6, 12, 13.
- 1960 Route 66, serial TV - episodul 9 din al doilea sezon : Mon petit chou.
- 1961 Escorta morții (The Deadly Companions)
- 1962 Împușcături în Sierra (Ride the High Country)
- 1965 Maiorul Dundee (Major Dundee)
- 1969 Hoarda sălbatică (The Wild Bunch)
- 1970 Balada pentru Cable Hogue (The Ballad of Cable Hogue)
- 1971 Amenințarea (Straw Dogs)
- 1972 Bonner fiul (Junior Bonner)
- 1972 Lovitura (The Getaway)
- 1973 Pat Garrett și Billy the Kid (Pat Garrett & Billy the Kid)
- 1974 Vreau capul lui Alfredo Garcia (Bring Me the Head of Alfredo Garcia)
- 1975 Ucigaș de elită (The Killer Elite)
- 1977 Crucea de Fier
- 1978 Convoi (Convoy)
- 1983 Operațiunea Osterman (The Osterman Weekend)